# 1773 Rumpelstilz
1773 Rumpelstilz (1968 HE) là một tiểu hành tinh vành đai chính được phát hiện ngày 17 tháng 4 năm 1968 bởi P. Wild ở Zimmerwald.